# Рокфорд (Охајо)
Рокфорд (енгл. Rockford) град је у америчкој савезној држави Охајо.

## Демографија
По попису из 2010. године број становника је 1.120, што је 6 (-0,5%) становника мање него 2000. године.
| Група             | 2000.         | 2010.         |
| Белци             | 1.100 (97,7%) | 1.064 (95,0%) |
| Афроамериканци    | 3 (0,3%)      | 6 (0,5%)      |
| Азијати           | 0 (0,0%)      | 3 (0,3%)      |
| Хиспаноамериканци | 17 (1,5%)     | 28 (2,5%)     |
| Укупно            | 1.126         | 1.120         |